# Мельничук Микола Олегович
Микола Олегович Мельничук (19 грудня 1996, Харків — 24 лютого 2015, Харків) — громадський активіст, який став жертвою теракту під час Маршу єдності в Харкові в лютому 2015 року.

## Життєпис
Народився в Харкові 19 грудня 1996 року. Був єдиною дитиною в сім’ї. У дитинстві займався боксом. Закінчив навчання у ліцеї 107 міста Харкова.
Вчився на першому курсі Харківського національного університету міського господарства імені О. М. Бекетова за спеціальністю туризм на бюджетній формі.
Брав активну участь у громадському житті Харкова: учасник ініціативи СТОПХАМ, харківського майдану 2013-2014, патріотичних акцій на захист цілісності України. Був ультрас харківського Металіста.

## Участь у Марші Єдності
22 лютого 2015, в річницю перемоги Революції Гідності, у Харкові проходила хода на підтримку єдності України, в якій брав участь Микола. Хода почалася біля Палацу Спорту, активісти вишикувалися в колону та рушили в напрямку майдану Свободи, однак встигли пройти лише 100 метрів, коли пролунав вибух. 24 лютого помер від отриманих поранень.Тоді від вибуху міни, закладеної проросійськими терористами, загинули ще троє учасників ходи: Данило Дідик  (15 років), Вадим Рибальченко (37 років), Ігор Толмачов (52 роки).

## Вшанування пам'яті

Меморіальна дошка на стіні Іоано-Богословського храму

- Меморіальна дошка на стіні Іоано-Богословського храмуДо Дня незалежності 2015 року Миколу посмертно нагороджено орденом За мужність ІІІ ступеня (Указ Президента України № 491/2015)[5]
- 21 вересня 2021 року відкрита меморіальна дошка на стіні Іоано-Богословського храму ПЦУ в Харкові[6].